# Tusaquillas
Tusaquillas es una localidad del departamento Cochinoca en la provincia de Jujuy, Argentina.

## Geografía

### Población
Contaba con 93 habitantes (Indec, 2001), lo que representa un incremento del 43% respecto a los 65 habitantes (Indec, 1991) del censo anterior.

### Sismicidad
La sismicidad del área de Jujuy es frecuente y de intensidad baja, y un silencio sísmico de terremotos medios a graves cada 40 años.
- Sismo de 1863: aunque dicha actividad geológica catastrófica, ocurre desde épocas prehistóricas, el terremoto del 4 de enero de 1863 (162 años),[2] señaló un hito importante dentro de la historia de eventos sísmicos jujeños, con 6,4 Richter. Pero nada cambió extremando cuidados y/o restringiendo códigos de construcción.[1]
- Sismo de 1948: el 25 de agosto de 1848 (176 años) con 7,0 Richter, el cual destruyó edificaciones y abrió numerosas grietas en inmensas zonas[2][1]
- Sismo de 2009: el 6 de noviembre de 2009 (15 años) con 5,6 Richter